# Miguel Hualde
Miguel Hualde (Isaba, 1706-Pamplona, 1792) fue un matemático, astrónomo y escritor español ordenado fraile carmelita continuador de la corriente tolemáica en clara decandencia en su época del siglo XVIII.

## Biografía
De familia de labradores pobres, confiesa desconocer el latín y que su lengua materna era el vasco por lo que tuvo que aprender castellano para salir del valle. Ingresa como hermano lego en la Orden de los Carmelitas Calzados al demostrar aptitudes para el estudio con el nombre de Fr. Miguel de Jesús María. 
En 1750, estando en el Convento del Carmen de Madrid, se interesa ya por el tema del Calendario y el asunto de la fecha exacta de la muerte de Jesucristo. Necesita autorización papal para realizar el estudio y es recibido por Clemente XIII en Roma donde permanece hasta su regreso en el año 1763. En España le presenta su proyecto al rey Carlos III que, junto al Consejo, lo remiten a la universidades según decreto de 26 de noviembre de 1765.
Destinado a Sevilla, escribe Notas al destierro merecido de opiniones equivocadas, publicado antes de 1765, donde crítica al calendario gregoriano reformado en 1582, lanzando una propuesta para que se adoptara otro que él había confeccionado.
En 1775 se publica su Arithmética demostró, con varios relatos prácticos de las cuatro reglas, para que se puede instruir brevemente a los jóvenes en la aritmética (1776). 
También fue responsable de una inédita Apologética Historia [de Navarra] que presentó a la Diputación del Reino de Navarra pero ante la negativa del P. Francisco Arbeloa, que la había estudiado, se desestimó su publicación aunque consta que en 1790 le concedió un doblón de a ocho.

## Obras
Trabajó en las matemáticas en la mayoría de sus libros:
- El Contador Lego (Madrid, Francisco Javier García, 1758), donde ya anuncia su futura reforma del calendario.[1][8]
- Compendio dell' era cristiana ed anni giulani (Roma, Gioacchino e Gian -Giuseppe Salvioni Stampatori Vaticani, 1762).[9]
- Notas al destierro merecido de opiniones equivocadas (Sevilla, 1765).[10]
- Compendio individual breve instrucción, y llave maestra (Madrid, Juan Lozano, 1766).[11]
- Arithmética (Pamplona, Imprenta de Joseph Longàs, 1775).[2][12]
- Gritos del Cielo contra los errores de la tierra (1786).